# Nederländernas flagga
Nederländernas flagga består av tre horisontella fält i olika färger, överst rött, i mitten vitt och nederst blått. Flaggan antogs genom dekret nr 93 den 19 februari 1937 och har proportionerna 2:3.

## Historik

Prinsenvlag.

Dagens flagga kan härledas till en flagga från 1500-talet som finns belagd från 1572 i samband med en drabbning vid Den Briel. Efter unionen i Utrecht blev den officiell flagga för Republiken Förenade Nederländerna från 1580-talets början. Flaggan var i färgerna orange, blått och vitt, där färgen orange var kungahuset Oraniens färg. Ledare för upproret mot de spanska härskarna på 1560-talet var prins Vilhelm av Oranien, och flaggan kom därför att kallas Prinsenvlag ("prinsens flagga). Flaggan fungerade som fälttecken under 1500- och 1600-talet under spansk-nederländska kriget, och fick successivt under 1600-talet ett rött fält istället för ett orange, enligt en teori för att lättare skulle kunna se flaggan ute till havs. Enligt en annan teori berodde färgbytet på att man vid tillverkningen använde en blandning av rött färgpigment och en gul växtfärg för att skapa färgen orange. Eftersom den gula växtfärgen bleknade först, blev flaggorna med tiden allt rödare. Även om flaggan oftast hade tre horisontella fält, förekom den i "dubbel" och "tredubbel" version med sex eller upp till elva horisontella fält.
Flaggan var en av de första flaggor som användes som frihetssymbol under ett befrielsekrig mot ett utländskt styre, och fick med tiden ett mycket stort inflytande på andra länders flaggor, bland annat är de "panslaviska färgerna" i exempelvis den ryska flaggan hämtade från Prinsenvlag. Orange är fortfarande Nederländernas kungliga färg, och på kungafamiljens högtidsdagar hissas en vimpel i orange ovanför Nederländernas flagga. Sydafrikas flagga 1928–1994 och staden New Yorks flaggas färger baserades på den äldre nederländska flaggan. Även om flaggan varit i bruk sedan 1600-talet blev den inte officiell nationsflagga förrän genom ett dekret från drottning Wilhelmina den 19 februari 1937. Proportionerna är 2:3.

## Flaggdagar
Vid flaggdagar i Nederländerna är det föreskrivet att offentliga myndigheter skall flagga. Något krav på privatpersoner att flagga finns inte.

## Färger
| Schema      | Ljusvermilion      | Vit           | Koboltblå          |
| ----------- | ------------------ | ------------- | ------------------ |
| Kromatiskt  | X=17,2 Y=9,0 Z=2,6 | N/A           | X=7,8 Y=6,8 Z=26,7 |
| CMYK        | 0.84.77.32         | 0.0.0.0       | 76.50.0.46         |
| RGB         | (174,28,40)        | (255,255,255) | (33,70,139)        |
| Hexadecimal | #AE1C28            | #FFFFFF       | #21468B            |

## Provinsflaggor
|  | Rött och vitt var färger som användes av biskopen i Utrecht, som även var den världslige härskaren i Drenthe.                 |  | Flevoland består till största delen av en torrlagd sjö, Zuidersee eller IJsselmeer. Den man som projekterade torrläggningen hette Cornelis Lely och representeras av flaggans heraldiska lilja. |
|  | Denna flagga användes av Frieslands kungar på 1400-talet. De diagonala fälten och blommorna står för Frieslands sju distrikt. |  | Flaggan antogs 1953 och är i färgerna blått, gult och svart, alltså färger som förekom i den vapensköld som hertigdömena Gelre och Gulik antog då de förenades år 1371.                         |
|  | Grönt och vitt står för staden Groningen, och rött, vitt och blått står för Ommeland.                                         |  | Lejonet finns inte bara i provinsens flagga utan även i dess vapensköld. Det blåa fältet står för floden Maas.                                                                                  |
|  | Det vit-röda schackmönstret kommer från Antwerpen, där det använts i vapensköldar sedan 1600-talet.                           |  | Färgerna i flaggan är en kombination de holländska och de västfrisiska färgerna blått och gult.                                                                                                 |
|  | Den blåa sågskuran i mitten står för floden Ĳssel.                                                                            |  | Flaggan antogs den 15 oktober 1985 och ersatte då den flagga som hade använts sedan den 22 juni 1948. Lejonet och flaggans färger (rött och gult) förekommer även i provinsvapnet.              |
|  | Den infällda korsflaggan användes av biskopen i Utrecht från 1528. Dagens provinsflagga antogs 1952.                          |  | De blåa och vita vågorna står för det omgivande havet och representerar även provinsens kamp för att bemästra oceanen.                                                                          |

## Maritima flaggor

Nationalflaggan utgör även örlogsflagga och handelsflagga
Örlogsgös